# Cumulonimbus flammagenitus

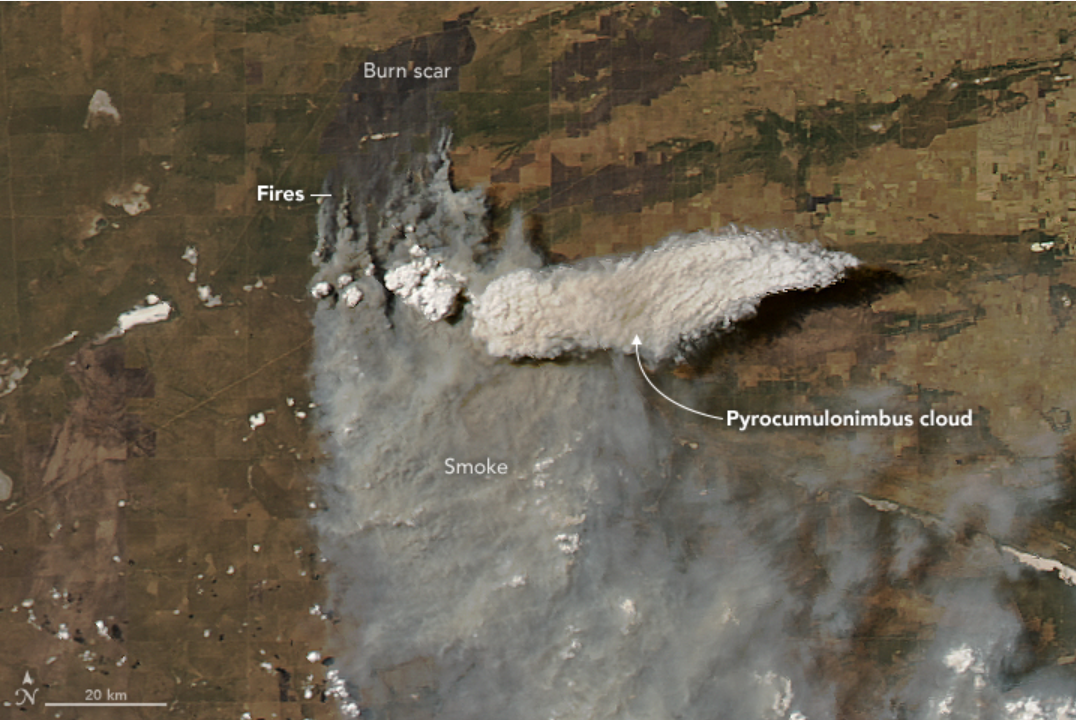
Imagen de satélite de la formación de un pyrocumulonimbus encima de Argentina en 2018

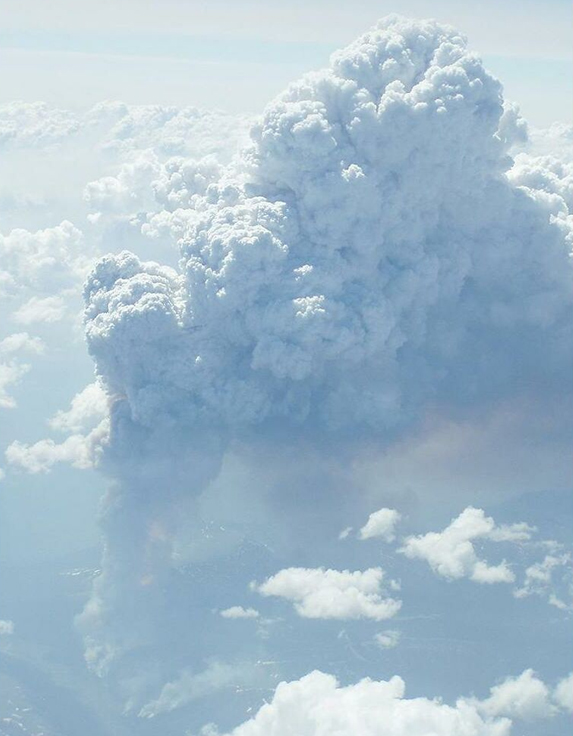
Foto de un pyrocumulonimbus, tomado de un avión comercial que navega sobre 10 km de altitud.

El cumulonimbus flammagenitus (CbFg), también conocido como pyrocumulonimbus o por la forma hispanizada pirocumulonimbo, es un tipo de cumulonimbo que se forma encima de una fuente de calor, como un incendio forestal o una erupción volcánica, y a veces puede hasta extinguir el fuego que la formó. Es la forma más extrema de un pyrocumulus. Según el Glosario Meteorológico de la Sociedad Americana de Meteorología, un flammagenitus es "un cúmulus formado por una subida de la temperatura provocada por un incendio,o mejorado por las emisiones de plumas flotantes de un proceso de combustión industrial." Análogo a la distinción meteorológica entre cúmulus y cumulonimbus, el CbFg es ayudado por el fuego o una nube convectiva causada, como un flammagenitus, pero con un considerable desarrollo vertical. El CbFg alcanza la alta troposfera y hasta incluso la baja estratosfera y puede dejar precipitación (aunque normalmente pequeña), granizo, rayos/relámpagos, vientos fuertes en niveles bajos, y, en algunos casos, hasta tornados.  Los efectos combinados de estos fenómenos pueden causar una mayor propagación del fuego y causar daños directos en tierra adicionalmente a fuegos 'normales'.